# Gotthold Schneider
Gotthold Schneider (* 29. Juni 1899 in Chemnitz; † 13. Juni 1975 in Höchenschwand (Schwarzwald)) war ein deutscher Buchhändler, Kunstsachverständiger, Mitbegründer und Direktor des Kunstdienstes der evangelischen Kirche, Kunstreferent der NS-Regierung, als Vertrauter des Reichspropagandaministers Joseph Goebbels beteiligt am Verkauf von NS-Raubkunst. 1952 bis zu seinem Tode 1975 Leiter des von Prinz Ludwig von Hessen und bei Rhein in Darmstadt konstituierten „Instituts für Neue Technische Form“. Gründungsmitglied des Bauhaus-Archivs.

## Leben und Wirken
Schneider wurde in Chemnitz in eine evangelisch-kirchlich geprägte Familie geboren. Nach dem Besuch der Volksschule und des Gymnasiums Chemnitz erlernte er bei H. Steinkopf in Stuttgart den Beruf des Buchhändlers. Anschließend arbeitete er beim Furche-Verlag in Berlin. In Berlin und Dresden kam er in Kontakt mit Künstlern und Architekten wie Ernst Barlach, Otto Bartning, Emil Nolde, Otto Dix und Walter Gropius. Auch mit dem Kunsthistoriker Will Grohmann, dem Galeristen Rudolf Probst und dem Verleger Jacob Hegner stand er in Verbindung. Im Jahre 1928 gehörte er in Dresden mit Arndt von Kirchbach, Oskar Beyer und dem später hinzugekommenen Heinrich König zu den Mitbegründern des „Kunst-Dienstes“, einer Arbeitsgemeinschaft für kirchliche Gestaltung. Kirchbach schätzte die erstaunliche Gabe Schneiders, „die Menschen für neue Gedanken zu gewinnen“. 1931 wurde Schneider in Dresden zum Vereinsvorsitzenden des Kunst-Dienstes.
Der private kirchennahe Kunst-Dienst übernahm nach der NS-Machtübernahme unter Leitung von Schneider offizielle Funktionen im NS-Staat und übersiedelte 1933 nach Berlin. Hierzu gehört das "Reichsamtes für kirchliche Kunst in der Evangelischen Kirche". Am Beginn stand 1933 die Beteiligung mit einem deutschen Beitrag an der Ausstellung von Kirchenkunst während der Weltausstellung in Chicago, deren Durchführung Gotthold Schneider oblag.
Obwohl nicht Mitglied der NSDAP stieg er nach kurzer Zeit zum Amtsstellenleiter im „Reichsamt für kirchliche Kunst in der Deutschen Evangelischen Kirche“ auf. Dieses wurde nach Umbenennung zum “Evangelische Reichsgemeinschaft christlicher Kunst” der Reichskammer der bildenden Künste eingegliedert. Ab August 1934 war Gotthold Schneider Kunstreferent, später Abteilungsleiter bei der Reichsregierung. Zu seinen Aufgaben gehörte es, international bedeutsame Kirchenkunst-Ausstellungen zu arrangieren.
Zwischen 1937 und 1943 gab der Kunst-Dienst 14 „Werkstattberichte“ über Künstler und Kunsthandwerker heraus.
Nachdem der Kunst-Dienst 1938 in die Abteilung Bildende Kunst des Propagandaministieriums eingegliedert wurde, übernahm der Kunst-Dienst Präsentation, Zwischenlagerung und den Abtransport der im Zuge der Aktion „Entartete Kunst“ beschlagnahmten und geraubten Kunstwerke im Schloss Schönhausen und in anderen seiner Immobilien. Zusammen mit Kunsthändlern erfolgt der Verkauf der Werke an ausländische Interessenten.
Am 10. Dezember 1952 wird auf seine Initiative hin in Darmstadt das „Institut für Neue Technische Form“ gegründet, für das er den Bundespräsidenten Theodor Heuss als Schirmherr gewann. Durch seine erste große Nachkriegsausstellung „Mensch und Technik“ im Rahmen der Darmstädter Gespräche 1952 war Schneider weit über Darmstadt hinaus bekannt geworden.
Für die Frankfurter Frühjahrs- und Herbstmessen richtete Schneider die Sonderschauen „Gute Form“ aus. Im Jahre 1958 gehörte er zu den Juroren der deutschen Auswahlkommission für die Ausgestaltung des deutschen Pavillons bei der Weltausstellung in Brüssel. Mit dem Rat für Formgebung, der damals im selben Gebäude in Darmstadt untergebracht war, pflegte Gotthold Schneider enge persönliche Kontakte, ebenso zu einer Reihe bekannter Unternehmen wie Braun, deren Designstrategie durch Ausstellungen und Aktivitäten Schneiders maßgeblich geprägt wurde.
Schneider war mit Ingeborg Schneider (1925–2019) verheiratet und hatte zwei Kinder, Michael (1946–2016) und Barbara.